# Націонал-соціалістичний союз юристів
Націонал-соціалістичний союз юристів (нім. NS-Rechtswahrerbund) — нацистська організація, яка поєднала в собі всіх чинних юристів у нацистській Німеччині, а також витіснила інші професійні асоціації адвокатів та правознавців. Союз юристів мав власні «суди честі», які у свою чергу втілили на практиці нацистські ідеї про юриспруденцію.

## Історія
У період поширення націонал-соціалізму на території Німеччини, повстало гостре питання про джерело права, яке відповідало би нацистській ідеології. Одним із ключових елементів нацизму було створення так званого «образу ворога», тобто створення «негативістського образу противників», а також скасування «всіх невідповідних» ідеології. Головним «ворогом» нацизму вважалися євреї, як у повсякденному житті, так і в правових питаннях. Критика єврейства в правовому полі і стала однією з причин виникнення націонал-соціалістичних спілок.